# Изложба „Нови чланови” (1993)
Изложба „Нови чланови” се одржала од априла до јула 1993. године у Галерији Удружења ликовних уметника Србије, Дому културе Смедерево и Галерији „Сопоћанска виђења” у Новом Пазару.

## Уметнички савет
Избор нових чланова и радова је обавио Уметнички савет Удружења ликовних уметника Србије у следећем саставу:
- Велизар Крстић, председник
- Милица Вучковић
- Евгениа Демниевска
- Нада Денић
- Љиљана Мићовић
- Мирољуб Стаменковић
- Милан Сташевић

## Излагачи

### Сликари
1. Зоран Алексић
2. Светлана Салић
3. Вера Станковић
4. Данијела Стевановић
5. Горан Стојиљковић
6. Јелена Тамбурић
7. Предраг Тодоровић
8. Тијана Фишић
9. Мариела Цветић
10. Светлана Цветковић
11. Владимир Шеговић

### Графичари
1. Милица Анђелковић
2. Слободан Бојовић
3. Небојша Лазић
4. Милан Лакић
5. Наташа Никетић
6. Слободан Радојковић
7. Ђорђе Стојановић

### Вајари
1. Никола Богдановић
2. Габриел Глид
3. Снежана Нина Коцић
4. Милан Ракочевић
5. Братислав Савић
6. Срђан Симановић
7. Миомир Славковић
8. Зоран Тодоровић

### Проширени медији
1. Добрица Камперелић
2. Ђорђе Одановић
3. Миленко Пајић
4. Радомир Станчић